# Anton Eriksson
Anton Mikeal Eriksson (Umeå, 5 marzo 2000) è un calciatore svedese, difensore dell'IFK Norrköping e della nazionale svedese.

## Caratteristiche tecniche
Gioca come difensore centrale.

## Carriera

### Club
Eriksson ha iniziato la sua carriera calcistica nell'Umeå FC in Division 1, la terza serie svedese. Nel 2020 è stato acquistato dal GIF Sundsvall con cui ha esordito in Superettan. Al termine del campionato del 2021 ha conquistato con il club la promozione in Allsvenskan, dove ha debuttato il 3 aprile 2022 nell'incontro perso 2-1 contro il Sirius.
Il 15 luglio 2022 è stato acquistato dall'IFK Norrköping.

### Nazionale
Ha giocato nelle nazionali giovanili svedesi Under-19 ed Under-21.
Ha debuttato con la nazionale svedese il 12 gennaio 2024 giocando da titolare l'amichevole vinta 2-1 contro l'Estonia.

## Statistiche

### Presenze e reti nei club
Statistiche aggiornate al 27 marzo 2024.
| Stagione        | Squadra         | Campionato      | Campionato | Campionato | Coppe nazionali | Coppe nazionali | Coppe nazionali | Coppe continentali | Coppe continentali | Coppe continentali | Altre coppe | Altre coppe | Altre coppe | Totale | Totale | Totale |
| Stagione        | Squadra         | Comp            | Pres       | Reti       | Comp            | Pres            | Reti            | Comp               | Pres               | Reti               | Comp        | Pres        | Reti        | Pres   | Reti   |        |
| --------------- | --------------- | --------------- | ---------- | ---------- | --------------- | --------------- | --------------- | ------------------ | ------------------ | ------------------ | ----------- | ----------- | ----------- | ------ | ------ | ------ |
| 2016            | Umeå FC         | D1              | 1          | 0          | CS              | 0               | 0               |                    | -                  | -                  |             | -           | -           | 1      | 0      |        |
| 2017            | Umeå FC         | D1              | 4          | 0          | CS              | 0               | 0               |                    | -                  | -                  |             | -           | -           | 4      | 0      |        |
| 2018            | Umeå FC         | D1              | 24         | 2          | CS              | 0               | 0               |                    | -                  | -                  |             | -           | -           | 24     | 2      |        |
| 2019            | Umeå FC         | D1              | 30         | 5          | CS              | 1               | 0               |                    | -                  | -                  |             | -           | -           | 31     | 5      |        |
| 2020            | GIF Sundsvall   | S1              | 27         | 0          | CS+CS           | 3+1             | 0               |                    | -                  | -                  |             | -           | -           | 31     | 0      |        |
| 2021            | GIF Sundsvall   | S1              | 14         | 0          | CS+CS           | 3+3             | 0               |                    | -                  | -                  |             | -           | -           | 20     | 0      |        |
| 2022            | GIF Sundsvall   | A               | 11         | 0          | CS              | 0               | 0               |                    | -                  | -                  |             | -           | -           | 11     | 0      |        |
| 2022            | IFK Norrköping  | A               | 17         | 0          | CS              | 1               | 0               |                    | -                  | -                  |             | -           | -           | 18     | 0      |        |
| 2023            | IFK Norrköping  | A               | 27         | 0          | CS              | 3               | 0               |                    | -                  | -                  |             | -           | -           | 30     | 0      |        |
| Totale carriera | Totale carriera | Totale carriera | 155        | 7          |                 | 15              | 0               |                    | -                  | -                  |             | -           | -           | 160    | 7      |        |

### Cronologia presenze e reti in nazionale
| Cronologia completa delle presenze e delle reti in nazionale ― Svezia | Cronologia completa delle presenze e delle reti in nazionale ― Svezia | Cronologia completa delle presenze e delle reti in nazionale ― Svezia | Cronologia completa delle presenze e delle reti in nazionale ― Svezia | Cronologia completa delle presenze e delle reti in nazionale ― Svezia | Cronologia completa delle presenze e delle reti in nazionale ― Svezia | Cronologia completa delle presenze e delle reti in nazionale ― Svezia | Cronologia completa delle presenze e delle reti in nazionale ― Svezia |
| Data                                                                  | Città                                                                 | In casa                                                               | Risultato                                                             | Ospiti                                                                | Competizione                                                          | Reti                                                                  | Note                                                                  |
| --------------------------------------------------------------------- | --------------------------------------------------------------------- | --------------------------------------------------------------------- | --------------------------------------------------------------------- | --------------------------------------------------------------------- | --------------------------------------------------------------------- | --------------------------------------------------------------------- | --------------------------------------------------------------------- |
| 12-1-2024                                                             | Pafo                                                                  | Svezia                                                                | 2 – 1                                                                 | Estonia                                                               | Amichevole                                                            | -                                                                     | 39’                                                                   |
| Totale                                                                |                                                                       | Presenze                                                              | 1                                                                     |                                                                       | Reti                                                                  | 0                                                                     |                                                                       |